# Savona, New York
Savona är en ort i Steuben County i delstaten New York, USA.